# Borgerkrigen i Laos
Borgerkrigen i Laos startede den 9. november 1953.

## Historie
Den 9. november 1953 startede Pathet Lao sin konflikt med Kongeriget Laos, og dermed var borgerkrigen begyndt.
Allerede i april 1953, belejret Vietnams folkehær (PAVN), en nordøstlig del af daværende franske protektoratet Laos; 40.000 soldater under General Võ Nguyên Giáp, inklusive 2.000 Pathet Lao-soldater under prins Suphānuvong (også kaldet Souphanouvong).
Mod disse, stod 10.000 laotiske soldater og 3.000 franske soldater.
Den 20. juli 1954, blev en aftale signeret - Agreement on the Cessation of Hostilities in Laos - som afsluttede fransk styre i Laos. To måneder senere, etablerede Nordvietnameserne en støttegruppe - i Ban Nameo i nordøst Laos - for Pathet Lao.
Fra 1955 til 1958 var der en reduktion af konfliktniveau.
Almindelige valg blev første gang afholdt i 1955, og en koalitionsregering ledet af prins Souvanna Phouma blev dannet. Prinsen var statsminister fra 21. marts 1956 – 17. august 1958.
Den 25. december 1959 ledede general Phoumi Nosavan et statskup.
Tidlig den 9. august 1960 fandt et statskup sted, ledet af kommandanten (Kong Le) for Bataillon Parachutistes 2 i den kongelige laotiske hær. Militærenheden til Kong Le var blevet trænet med hjælp af en CIA-ansat (Jack Mathews) og trænere fra US Special Forces. Statskuppet blev udført uden den CIA-ansattes viden. Somsanith-regeringen blev afsat; Regeringen gik af d. 14. august. Laotiske soldater beordrede at amerikanerne skulle forlade Laos.
En koalitionsregering under Souvanna Phouma, holdt fra 30. august 1960 – 13. december 1960.
Den 21. november 1960 påbegyndte general Phoumi sit kontra-kup for at besætte Vientiane;

### Efter slaget om Vientiane
Slaget om Vientiane foregik mellem 13. og 16. december 1960; Magten endte i hænderne på højrekræfter under general Phoumi Nosavan.
Militær-træning blev givet til blandt andre Hmong-folk under Operation Momentum, som var planlagt af CIA og som begyndte i januar 1961 (og blev afsluttet i 1974). Operationens soldater kæmpede mod Pathet Lao og nordvietnamesiske styrker. Operationen, ledet af Vang Pao (laotisk officer og etnisk Hmong), havde pr. d. 1. maj 1961 trænet 5.000 soldater - pr. august 9.000 soldater.
Slaget om Ban Pa Dong (31. januar og 6. juni 1961) blev tabt af Vang Pao's styrker mod vietnamesere og Pathet Lao. På stedet havde Vang Pao's L'Armee Clandestine trænet sine 5.000 første soldater (samme år). Hovedkvarteret for Vang Pao blev flyttet til Long Tieng, indtil krigens afslutning.

### Efter aftalen i Geneve i 1962
En aftale i Geneve d. 23. juli 1962 fastslog Laos neutralitet. (Aftalen afsluttede konferencen der begyndte d. 16. maj 1961: "International Conference on the Settlement of the Laotian Question".)
Vietnam og USA respekterede ikke aftalen. Niels Bjerre-Poulsen skrev at "USA svarede aldrig igen på
disse krænkelser af fredsaftalen ved at klage til den internationale kontrolkommission, som skulle overvåge den, men derimod ved selv at optrappe sin egen hemmelige krig i Laos".
Blandt påfølgende kamphandlinger var Slaget om Lak Sao - mellem november 1963 og januar 1964.
Fra midten af 1960'erne (under den anden Indokinakrig) blev Laos udnyttet af Nordvietnam som angrebsvej og udsattes også for massive bombninger af amerikanerne som dermed ville lukke Ho Chi Minh-stien.
To statskup imod koalitionsregeringen under Souvanna Phouma i 1964 førte til at Souvanna Phouma, frem til borgerkrigens slutning, støttede højrefløjen som holdt ham ved magten, og han gik imod kommunisterne.
I 1968 blev Pathēt Lao tilsidesat af den nordvietnamesiske hær (der overtog kamphandlingerne). I januar 1968 tabte laotiske styrker, med luftstøtte fra USAs væbnede styrker, slaget om Nam Bac. (I januar sendte Nordvietnam sin 316de divisjon frem mot Nam Bac-dalen; De 7 bedste militærenheder i Laos var stationeret der; Basen blev tabt.) Den kongelige laotiske hær var næsten uden militær magt i de nærmeste år; Enheder større end en bataljon blev opløst, og laotiske myndigheder trak sig fra konflikten.
I regntiden i 1969 tog Vang Pao's styrker hele Lerkrukkesletten (Thong Hay Hin).
Det tredje slag om Skyline Ridge (ved Long Chen-basen hvor Vang Pao havde sit hovedkvarter) fandt sted december 1971 til februar 1972; omtrent 2.000 forsvarere bestående af Hmong, thailændere og laoter blev dræbt sammen med omtrent 10.000 nordvietnamesiske soldater.
Krigshandlingerne udviklede sig til gentagende bombetogter med blandt andet B-52 fly. Amerikanske luftstyrker angreb gennemsnitlig i løbet af næsten ti år, en gang pr. 8de minut.

### Efter fredsaftalen i Paris
I januar 1973 blev en fredsaftale kundgjort mellem Nordvietnam og USA; Aftalen gjorde Suphānuvong til de facto medhersker i Laos.
En ny koalitionsregering dannedes efter fredsaftalen i Paris, som markerede afslutningen på Vietnamkrigen. Fra februar 1973 var der våbenstilstand mellem Pathet Lao og den siddende regering, men Nordvietnams tilstedeværelse i landet fortsatte, ikke mindst i form af en afgørende indflydelse på Pathet Lao.
Sydvietnam faldt i april 1975. Den 14. maj 1975 flygtede Vang Pao fra Laos, via luftbasen Long Tieng. Luftbasen blev næste dag tabt til Pathet Lao.
Pathet Lao tog magten i Laos, og den 2. december 1975 blev kongen tvunget til at abdicere, og Folkerepublikken Laos blev udråbt.

## Referanser
1. ↑  https://web.archive.org/web/20041031095421/http://lcweb2.loc.gov/cgi-bin/query/r?frd%2Fcstdy%3A%40field%28DOCID%2Bla0004%29
2. ↑  https://web.archive.org/web/20170904014932/http://lcweb2.loc.gov/cgi-bin/query/D?cstdy%3A1%3A.%2Ftemp%2F~frd_6n5k%3A%3A
3. ↑  Before the Quagmire: American Intervention in Laos, 1954-1961. William J. Rust. 2012. ISBN 978-0-8131-3578-6. s. 175
4. ↑  Before the Quagmire: American Intervention in Laos, 1954-1961. William J. Rust. s. 176
5. ↑  Before the Quagmire: American Intervention in Laos, 1954-1961. William J. Rust. s. 175
6. ↑  Before the Quagmire: American Intervention in Laos, 1954-1961. William J. Rust. s. 181
7. ↑  Warner, Roger (1995). Back Fire: The CIA's Secret War in Laos and Its Link to the War in Vietnam. Simon & Schuster. ISBNs 0-68480-292-9, 978-06848-0292-3. s. 26–29.
8. ↑  Anthony, Victor B. and Richard R. Sexton (1993). The War in Northern Laos. Command for Air Force History. OCLC 232549943. s. 54.
9. ↑  Castle, Timothy N. (1993). At War in the Shadow of Vietnam: U.S. Military Aid to the Royal Lao Government 1955–1975. ISBN 0-231-07977-X. s. 42.
10. ↑  Bjerre-Poulsen, Niels. Vietnamkrigen: En international historie - 1945-1975
11. ↑  "By the mid-60s, Laos had become a theater for the U.S. to cut off the Ho Chi Minh Trail, largely through bombing. They basically viewed their Laotian allies as an anvil to hammer the North Vietnamese. "
12. ↑  Fall, Bernard (1969). Anatomy of a Crisis: The Laotian Crisis of 1960–1961. Doubleday & Co. ASIN: B00JKPAJI4. p. 234. Note: This Epilogue page written by Roger M. Smith.
13. ↑  http://nsarchive.gwu.edu/NSAEBB/NSAEBB284/6-UNDERCOVER_ARMIES.pdf s. 192
14. 1 2 3  The secret war - Mekong Review
15. ↑  "Hitting the Pathet Lao in the north and on the Ho Chi Minh trail in the south, the American air force unleashed an average of one attack every eight minutes for nearly ten years. "
16. ↑  https://www.nytimes.com/2015/05/28/opinion/heirs-of-the-secret-war-in-laos.html?_r=0
17. ↑  Thompson, 57–58; See also Morrison, Gayle, L. Sky is Falling: an Oral History of the CIA's evacuation of the Hmong from Laos, Jefferson, North Carolina: McFarland, 1999